# 俺たちの世直し強盗
『俺たちの世直し強盗』（おれたちのよなおしごうとう）は、1996年から1997年までテレビ朝日系「土曜ワイド劇場」で放送されたテレビドラマシリーズ。全2回。主演は植木等。
第1作のタイトルは『俺たちの銀行強盗』。

## 概要
渡辺プロダクション系芸能事務所所属の人気コメディ俳優4人が出演しているコメディタッチの単発テレビドラマ。
本作に付されたサブタイトルは「平均年齢72歳の痛快計画!教祖様は年寄りの涙を金にかえる?消えた20億が暴く色と欲!!」。
番組タイトルにある「俺たち」とは、久保平助、野村常次、山本巌の3人のことである。また、2作目も「強盗」となっているが、これは前作『俺たちの銀行強盗』との語呂合わせのためであり、本作では劇中で脅し取っているわけではないので、実際には「泥棒」行為である。

## キャスト

### 俺たち
久保平助（くぼへいすけ）
演 - 植木等
元刑事。常次、巌とは友人同士であるが唯一、家族がいる。
野村常次（のむらつねじ）
演 - 谷啓
元時計屋。電子工作が得意。平助、巌とは友人同士である。家族はいない。
山本巌（やまもとがん）
演 - いかりや長介
元詐欺師。鍵開けが得意。平助、常次とは友人同士である。家族はいない。有泉桜子とは幼馴染である。

### その他
室田孝明
演 - 加藤晴彦（第1作）
恵子の息子。
室田孝正
演 - 所ジョージ
平助の義理の息子。恵子の夫。薬品関係の会社に勤めているらしく、平助にうんこの香りのする香水の製造を頼まれる。
室田恵子
演 - 木内みどり
平助の娘であり孝正の妻。

### ゲスト
第1作「俺たちの銀行強盗」（1996年）
- 江口進吉（元俳優） - 下元勉
- 吉田茜（大都銀行 行員） - 小林恵
- 山下（大都銀行 係長） - 田口浩正
- 松村（大都銀行 行員） - 森下哲夫
- 料理屋の客 - 斉藤暁
- 刑事 - ドン貫太郎
- 預金客 - 川俣しのぶ
- 医師 - 大原康裕
- アナウンサー - 荒木優騎
- コメンテーター - 村上幹夫
- 田中 - 加地凌馬
- 大都銀行 行員 - 真日龍子
- サラリーマン - 西田清史
- 浜崎（医師） - 岸部四郎
- 大蔵省の守衛 - 渡辺いっけい
- 長崎トメ（老人ホームの入居者） - 野村昭子
- 青山（大都銀行 支店長） - 仲本工事

第2作「俺たちの世直し強盗」（1997年）
- 大沢江里子（巌が入院していた病院の看護師・「神の石の会」を巌や桜子に紹介した人物） - 千堂あきほ
- 大滝（宗教法人「神の石の会」東京総本部事務局長） - 北村総一朗
- 目黒東警察署 署長 - 仲本工事
- 宗教法人「神の石の会」の会員 - 奥村公延、益田愛子、山崎満、伊藤正博
- 目黒東警察署 刑事 - 日野陽仁、松永博史
- 高山の愛人 - 松井紀美江
- 医師 - 大島蓉子
- 柿崎（宗教法人「神の石の会」の幹部） - 金田明夫
- 警官 - 渡辺いっけい
- 高山創雲（宗教法人「神の石の会」の教祖であり会長・会員から集めた金で私腹を肥やす悪党） - 石橋蓮司
- 有泉桜子（巌の幼馴染・巌はずっと恋心を抱いていた・桜子の誘いで巌も「神の石の会」に入会する） - 加藤治子
- 池田史比古、野中りえ、磯村千花子、由起艶子、小野敦子、恩田惠子、松澤重雄

## スタッフ
- 原案 - 田村隆
- 脚本 - 橋本綾
- 監督 - 真船禎、小田切正明
- プロデュース - 佐藤凉一（テレビ朝日）、高橋浩太郎（テレビ朝日）、松本基弘（テレビ朝日）、照喜名隆 (THE WORKS) [1][2]
- 制作 - テレビ朝日、THE WORKS

## 放送日程
- 第2作は2007年3月30日に植木等の追悼番組として再放送。

| 話数 | 放送日       | タイトル           | 脚本   | 監督       |
| ---- | ------------ | ------------------ | ------ | ---------- |
| 1    | 1996年1月6日 | 俺たちの銀行強盗   | 橋本綾 | 真船禎     |
| 2    | 1997年1月4日 | 俺たちの世直し強盗 | 橋本綾 | 小田切正明 |